# Siveloaivadsh
Siveloaivadsh är en kulle i Finland.   Den ligger i den ekonomiska regionen Norra Lappland och landskapet Lappland, i den norra delen av landet, 1 000 km norr om huvudstaden Helsingfors. Toppen på Siveloaivadsh är 310 meter över havet.
Terrängen runt Siveloaivadsh är huvudsakligen platt, men norrut är den kuperad.  Trakten runt Siveloaivadsh är nära nog obefolkad, med mindre än två invånare per kvadratkilometer. Det finns inga samhällen i närheten. 